# Minutemen (Miliz)

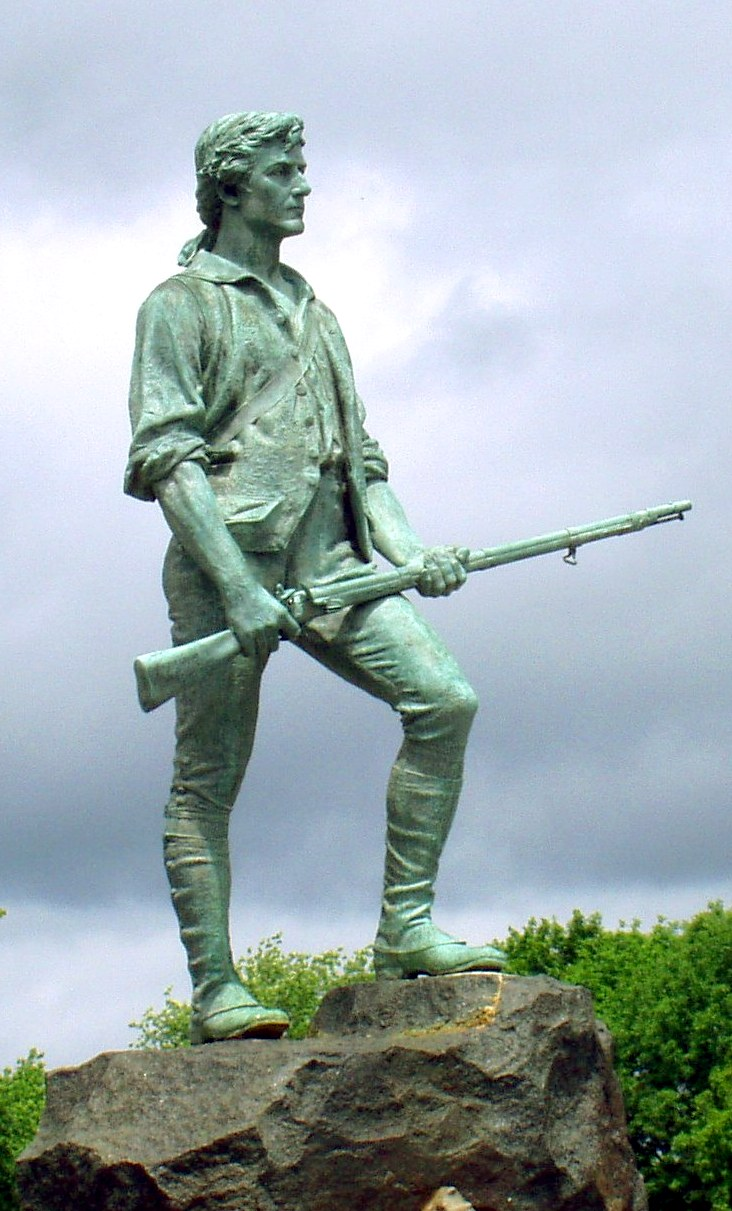
Der Minuteman John Parker aus Lexington

Die Minutemen (Minuten-Männer; im Deutschen früher auch so genannt) waren eine Miliz in den britischen Kolonien in Nordamerika, die nach Aufforderung innerhalb einer Minute kampfbereit sein sollte. Nicht jeder Milizangehörige war ein Minuteman, sondern vor allem besonders motivierte, wagemutige junge Männer unter 25 Jahren wurden in Minutemen-Einheiten zusammengefasst.
Die Bezeichnung minutemen wurde auch an verschiedene spätere US-Militäreinheiten verliehen, um an den Erfolg und den Patriotismus der Vorgänger im Unabhängigkeitskrieg zu erinnern. Später wurde eine Interkontinentalrakete als Minuteman benannt und eine Rockband wählte Minutemen als Namen.

## Geschichte
Schon zu Zeiten der Massachusetts Bay Colony 1645 wurden einige Männer aus dem Aufgebot der verschiedenen örtlichen Milizen für deren schnellen Einsatz ausgewählt. Besonders die Miliz der Provinz Massachusetts war bereits in vielen Konflikten eingesetzt worden, so in König Philipps Krieg, im Franzosen- und Indianerkrieg und schließlich im Unabhängigkeitskrieg in den Schlachten von Lexington und Concord. Jede Generation der Siedler in Neuengland war mit solchen Kampfeinsätzen vertraut, jeder Ort besaß eine Miliz, und jeder wehrfähige Mann zwischen 16 und 60 war verpflichtet, Milizdienst zu leisten. Allerdings gab es hier viele Ausnahmeregelungen, zum Beispiel für bestimmte Berufsgruppen. Der Dienst in der Miliz wurde zunächst in sogenannten Militia Acts und nach dem Ausbruch des Unabhängigkeitskrieges in den Militia Bills geregelt. Viele dieser Männer waren Bauern und meist auch miteinander verwandt, und so war es üblich, neben seinen Cousins und Schwagern zu kämpfen.
Einige Orte in Massachusetts stellten traditionell einen Teil ihrer Milizsoldaten zu den Minutemen-Einheiten ab, andere bevorzugten, ihre gesamte Miliz in einer geschlossenen Einheit zu belassen. Nach einer unpopulären Maßnahme seitens der britischen Regierung im Herbst 1774, dem Powder Alarm, bei der Schwarzpulver beschlagnahmt werden sollte, beschloss der neu gegründete Provinzkongress von Massachusetts, dass alle Milizen besondere Minutemen-Einheiten bilden sollten. Diese sollten ein vertieftes Kampftraining erhalten und sich für einen schnellen Einsatz kampfbereit halten, möglichst innerhalb von einer Minute nach Eintreffen der Nachricht. Dieser Beschluss wurde von einigen Orten umgesetzt, von anderen wiederum nicht.
Die Minutemen waren gewöhnlich unter 25 Jahre alt, und sie wurden ausgewählt, sofern sie die dafür erforderliche Motivation, Verlässlichkeit und Stärke besaßen. Sie sollten die ersten bewaffneten Einheiten sein, die in den Kampf eingriffen. Die Offiziere wurden aus den eigenen Reihen gewählt. Jede Einheit gab sich bei ihrer Aufstellung eine Satzung, deren Einhaltung bei ihrer Aufnahme von den Rekruten mit ihrer Unterschrift bestätigt werden musste. Sie trafen sich in Friedenszeiten normalerweise viermal jährlich zur Ausbildung. Es war selbst im Kampf üblich, dass sich die Offiziere mit ihren Männern zuerst über das weitere Vorgehen besprachen, bevor sie ihre Befehle erteilten.
Die Erzählungen über die Schlacht von Lexington und Concord im Jahr 1775, des ersten Kampfes des Unabhängigkeitskrieges, rechnen die Milizen auf amerikanischer Seite häufig zu den Minutemen, besonders die Miliz des Hauptmanns John Parker aus Lexington. In der Schlacht waren die Milizen aus Lexington jedoch zu einer Einheit zusammengefasst worden, die sich selbst noch traditionell town training band nannte.
Andere Kolonien, die vor den gleichen Herausforderungen standen, hatten ähnliche minute companies aufgestellt. Mit der Zeit entwickelte sich der Begriff minutemen zum Synonym für alle US-amerikanischen Milizen.

## Ausrüstung, Ausbildung und Taktik
Die meisten Milizeinheiten wurden von der Regierung mit Waffen, aber nicht mit Uniformen ausgerüstet. Viele trugen deshalb ihre normale Arbeitskleidung.
Die Hauptwaffe war die Muskete, welche aber auf Entfernungen von mehr als 65 Metern nicht treffsicher war. Die militärische Ausführung der Muskete hatte zusätzlich ein Bajonett. Waffen, Schießpulver und Munition wurde stets mitgeführt oder in Reichweite abgelegt. Außerdem wurden regelmäßig, zwei bis dreimal pro Woche, Waffenübungen abgehalten, als Abgeltung bekamen sie dafür einen Shilling.
Die Angehörigen der späteren Kontinentalarmee erhielten eine an Europa orientierte militärische Ausbildung, die Milizen wurden hier, falls möglich, mit einbezogen. Die Milizen wurden hauptsächlich als Plänkler und Leichte Infanterie eingesetzt. Außerdem waren Teile der Milizen aus den Indianer- und Franzosenkriegen erfahren in den Taktiken des Guerillakampfes.
Die Minutemen waren weder Siedler noch Wildnisbewohner, die jeden Tag um ihr Leben kämpfen mussten. Der typische Milizionär war fast immer Landwirt und entstammte einer zivilisierten, streng regulierten Gesellschaft. Die Milizen und Minutemen wurden in den damals üblichen Taktiken ausgebildet. In Massachusetts verwendete man zum Beispiel dieselbe Ausbildungsvorschrift wie die britische Berufsarmee.
Damit die rasche Einsatzbereitschaft der Minutemen voll zur Geltung kam, hatten deren Regionalkommandeure weitreichende Entscheidungsbefugnisse. So war es z. B. jedem von ihnen gestattet, Kampfhandlungen oder Gegenoffensiven auch ohne Befehl von oben zu beginnen, wenn dies verteidigungstaktisch geboten war.

## Nachwirkung

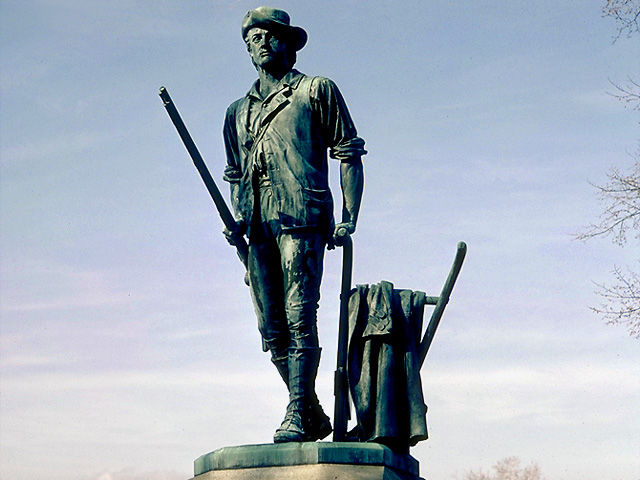
Der Concord Minuteman

Bei der Jahrhundertfeier zum Gedenken an den ersten erfolgreichen bewaffneten Widerstand gegen die britischen Truppen schuf der junge Bildhauer Daniel Chester French aus Concord als seinen ersten größeren Auftrag den Concord Minuteman. Nach Aussagen French’s sollte die Statue einen „Minute Man“ darstellen. Auf dem Sockel befindet sich eine Inschrift mit der Eröffnungsstrophe von Ralph Waldo Emersons Concord Hymn von 1837 mit den Worten: „… Shot heard round the world.“ („... Schuss gehört rund um die Welt.“).
Heute werden die Minutemen verschiedenenorts im militärischen und popkulturellen Kontext rezipiert. So sind unter anderem die atomwaffenfähige LGM-30-Rakete und ein Geschwader der US Navy, sowie eine Rockgruppe, ein Jugendfilm und Comiccharaktere nach den Minutemen benannt. Seit den 1960er Jahren bis heute übernahmen in den USA diverse antikommunistische und migrationsfeindliche Organisationen die Namensgebung der Minutemen.